# Клактон-он-Си

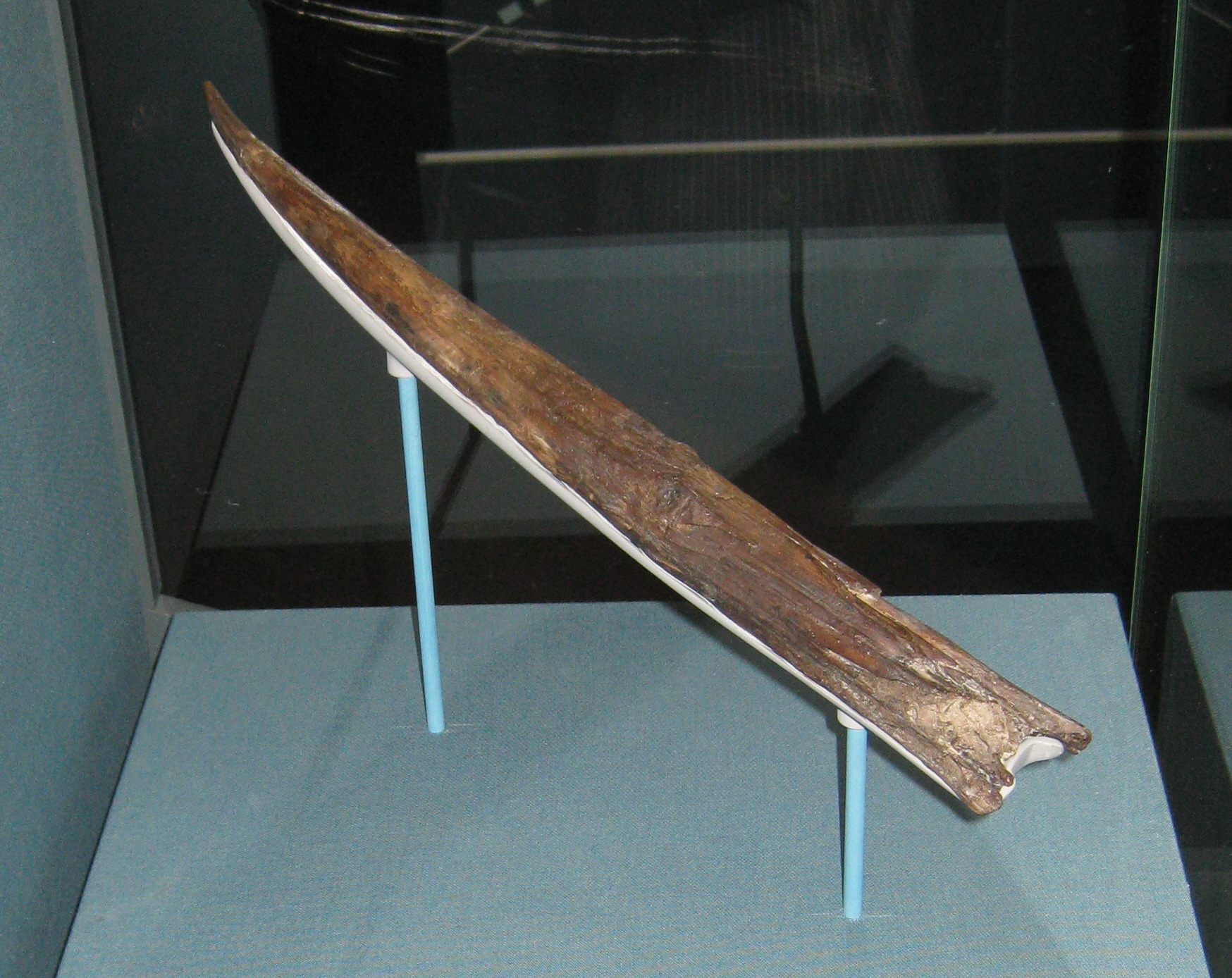
Клектонское копьё — наконечник деревянного копья возрастом 400 000 лет. Копьё найдено в Клактоне-он-Си в 1911 году

Кла́ктон-он-Си́ (англ. Clacton-on-Sea) — приморский курортный город в графстве Эссекс (Англия), административный центр района Тендринг. Население около 53 000 человек (2001 год).

## История
В районе Клактона были обнаружены остатки так называемой «Клактонской» археологической культуры, существовавшей примерно 400 000 лет до нашей эры.
Стараниями Билли Батлина в конце 1930-х в Клактоне был открыт лагерь отдыха сети «Butlins», работавший до 1983 года.
В 1964 году, на пасхальные выходные, произошли стычки между противоборствующими группировками рокеров и модов.

## География
Клактон-он-Си находится на побережье, в восточной части Эссекса, в 48 километрах к востоку от Челмсфорда — центрального города графства. В городскую агломерацию Клактона кроме собственно города входят приморские местечки Джейвик и Холланд-он-Си.

## Экономика

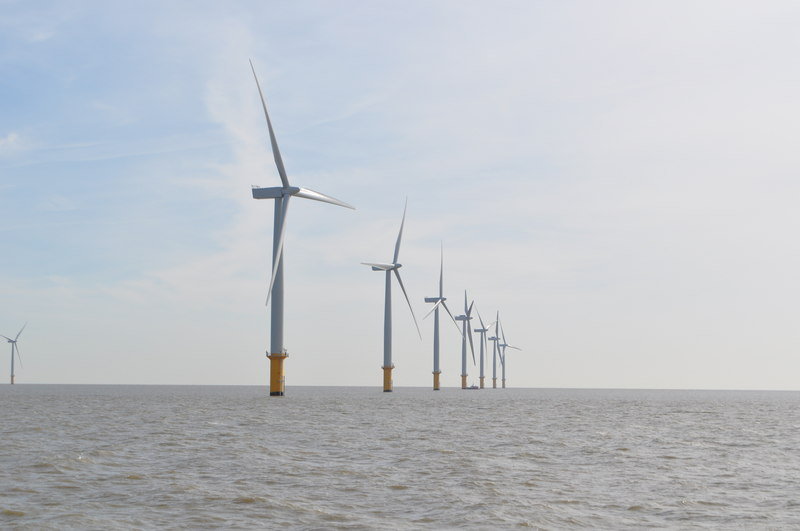
«Gunfleet Sands Offshore Wind Farm»

В семи километрах к югу от Клактона, прямо в море, расположен комплекс «Gunfleet Sands Offshore Wind Farm» из 48 ветрогенераторов суммарной мощностью 173 мегаватт.

## Транспорт и связь
Железнодорожное направление, обслуживаемое компанией «Greater Anglia», связывает город со станцией «Улица Ливерпуль» в Лондоне.
Автобусные маршруты связывают Клактон с Колчестером, Хариджем и Уолтон-он-те-Нейзом.
Клактон входит в почтовый район с центром в Колчестере. Этому району соответствует почтовый код «CO».

## Культура
Персонажи телевизионного сериала «Ист-Эндерс», супруги Фрэнк и Пэт Батчерс, по сценарию познакомились в Клактоне.
В городе были сняты сцены полнометражного фильма «Starter for 10».

## Известные жители

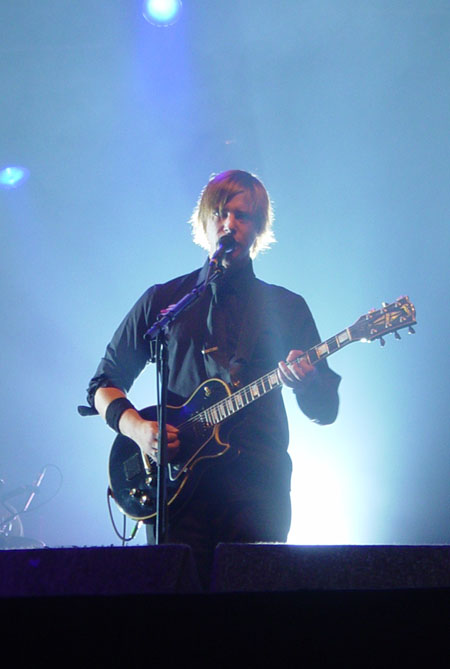
Пол Бэнкс

- Пол Бэнкс — музыкант, вокалист, гитарист группы «Interpol».
- Вивьен Джон Вудворд — футболист, в начале XX века сыгравший более ста матчей за каждую из команд «Тоттенхэм Хотспур» и «Челси».
- Джереми Спейк — телеведущий.
- Рути Хеншелл — музыкант, театральная актриса, танцовщица. Играла в мюзиклах «Мисс Сайгон», «Чикаго», «Энни», «Отверженные».
- Стенли Холлоуэй — актер, играл в мюзикле «Моя прекрасная леди».